# Marie de Brabant (1325-1399)
Pour les articles homonymes, voir Marie de Brabant.
Marie de Brabant, née en 1325 et morte en 1399 à Turnhout, est la troisième fille de Jean III de Brabant (1300-1355) et de Marie d'Évreux (1303-1335).

## Biographie
Le duc Jean III de Brabant avait convenu avec Renaud II, duc de Gueldre et comte de Zutphen, à Tervuren que sa plus jeune fille Marie épouserait le fils de Renaud II, Renaud III, ou le Gros. Le château des terres de Turnhout servirait de cadeau de mariage. Le roi Édouard III d'Angleterre, l'oncle de Renaud, souhaite cependant que son neveu épouse la fille de son ami, Van der Mark, comte de Juliers. Renaud a défié son oncle et a épousé Marie de Brabant à Anvers.
Elle épouse le 1er juillet 1347 Renaud III de Gueldre (1333 - 1371).
Son jeune frère Edouard de Gueldre déclenche un conflit de succession et emprisonne son frère en 1361. En 1371, à la mort de son frère Edouard, Renaud est libéré mais meurt peu après. Maria van Brabant s'installe alors au château de Turnhout.
En 1393, elle fait don de 600 hectares de terres marécageuses situées à Corsendonk aux chanoines de Saint-Augustin pour qu’ils y construisent une maison d’études qui deviendra le Prieuré de Corsendonk.
En 1398 elle fonde le chapitre de l'église Saint-Pierre de Turnhout. Elle est restée à Turnhout jusqu'à sa mort.